# Lira de Ouro
A Lira de Ouro é uma sociedade artística e musical  da cidade de Duque de Caxias, fundada em 1957 por Acácio de Araújo e outras 18 pessoas. Em 2006, foi reconhecida pelo Ministério da Cultura como ponto de cultura. O local mantém atividades como shows, cursos e cineclube.

## Banda da Lira de Ouro
A Banda da Lira de Ouro tem entre seus fundadores o trombonista Acácio de Araújo que, em 2011, completou 100 anos de idade.

## Bloco Lira de Ouro
A partir de 2004, começou a desfilar pelas ruas da cidade o Bloco Lira de Ouro. Em 2012, filiou-se à Associação Carnavalesca de Duque de Caxias.

## Cineclube Mate com Angu
Em funcionamento desde 2002, o Cineclube Mate com Angu exibe filmes independentes, curtas e documentários em sessões mensais. Entre seus integrantes está o cineasta Cacau Amaral, um dos diretores do filme 5x Favela - Agora por Nós Mesmos..